# Narciso López
Pour les articles homonymes, voir López.
Narciso López (1797–1851) fut un aventurier, pirate et soldat, né à Caracas, célèbre pour ses conspirations contre l'Espagne en 1850-1851.

## Vie au Venezuela, à Cuba et en Espagne
Narciso López est né à Caracas, au Venezuela, dans une famille de riches marchands d'origine basque; son père était Pedro Manuel Lopez et sa mère Ana Paula de Oriola (parfois orthographié Urriola). Il est connu pour avoir eu au moins une sœur. On dit qu'il fut recruté par l'impitoyable général espagnol José Tomás Boves (José Tomás Rodríguez) lorsque, encore adolescent, il fut enrôlé de force dans les rangs de l'armée vaincue qui luttait pour l'indépendance, mais abandonnés par un Simón Bolívar en fuite, dans la ville de Valencia. Homme encore jeune, il combattit pour l'Espagne à la  bataille de Queseras del Medio et à Carabobo contre les forces républicaines menées par Simón Bolívar, José Antonio Páez et d'autres.
Quand l'armée espagnole se retira vaincue en 1821, après la bataille de Carabobo, dans l'actuel Venezuela, López, qui avait combattu à Carabobo, partit comme beaucoup d'autres survivants. Narciso López obtint le grade de colonel à l'âge de 21 ans et combattit dans la Première Guerre carliste. Après la guerre, il continua à servir le gouvernement espagnol, occupant plusieurs postes administratifs, y compris aux Cortès pour la ville de Séville et comme gouverneur militaire de Madrid. Puis López partit à Cuba comme assistant du nouveau gouverneur-général, mais perdit son poste quand le poste de gouverneur changea de mains en 1843. 
En 1825, à Cuba, il avait épousé la sœur du comte de Pozos Dulces, Maria Dolores, avec qui il eut un fils (Narciso López Frias). Après avoir échoué dans une entreprise commerciale, il devient un partisan de la faction anti-espagnole à Cuba. En 1848, après l'arrestation de révolutionnaires cubains par les Espagnols, López s'enfuit aux États-Unis.

## Expéditions armées à Cuba
Dès son arrivée, López commença à préparer une expédition armée à partir des États-Unis. Il prit contact avec les politiciens américains influents, dont John O'Sullivan, un expansionniste inventeur de la formule « Manifest Destiny ». López recruta des exilés cubains à New York et rallia bien d'autres aventuriers à sa cause. En 1849, son expédition était sur le point d'embarquer simultanément de La Nouvelle-Orléans et de New York. Toutefois le président Zachary Taylor, qui avait renoncé aux expéditions d'armées privées comme moyen valable d'expansion des États-Unis, prit des mesures contre López. Il ordonna de bloquer et de saisir ses navires. La première expédition de López n'arriva jamais à Cuba.
Sans se laisser décourager par cet échec, López décida de préparer une nouvelle expédition et de concentrer son effort de recrutement sur le Sud des États-Unis. Partisan lui-même de l'esclavage, lui et d'autres Sudistes espéraient que Cuba serait un allié solide en faveur de l'esclavage et même rejoindrait l'Union, comme le Texas, en tant qu'État esclavagiste. Il installa son quartier général à La Nouvelle-Orléans et tenta de mobiliser le soutien populaire en recrutant des hommes influents du Sud en faveur de son expédition. Il sollicita l'aide militaire du sénateur Jefferson Davis, qui s'était distingué lors de la bataille de Buena Vista, en lui offrant une centaine de milliers de dollars et « une très belle plantation de café ». Davis, au grand soulagement de sa femme, déclina l'offre, mais il recommanda un de ses amis de la guerre américano-mexicaine, le major Robert E. Lee. Lee songea sérieusement à accepter la proposition de López, mais décida lui-aussi de ne pas s'impliquer. Lopez fut un franc-maçon et membre d'une loge à Savannah, en Géorgie.
Bien que López n'ait pu recruter ces deux étoiles montantes, il gagna le soutien financier et politique de nombreux Sudistes influents, dont le gouverneur John Quitman du Mississippi, l'ancien sénateur John Henderson (en) et le rédacteur en chef du New Orleans Delta, Laurence Sigur. López enrôla environ 600 hommes dans son expédition et atteignit avec succès Cuba en mai 1850. Ses troupes prirent la ville de Cárdenas, portant un drapeau que López et Tolon avait conçu et qui deviendra le drapeau moderne de Cuba. Néanmoins, le soutien local qu'il avait espéré ne se concrétisa pas lorsque les combats commencèrent. Une grande partie de la population locale rejoignit les Espagnols contre Lopez, et il se retira en toute hâte à Key West, où l'expédition fut dissoute aussitôt après le débarquement afin d'éviter des poursuites en vertu de la Loi de neutralité des États-Unis de 1818.
Au lendemain de l'expédition, Lopez et beaucoup de ses partisans furent inculpés par un grand jury fédéral. Bien que les actes d'accusation n'aboutirent pas à des condamnations, ils obligèrent le gouverneur John Quitman à démissionner et à affronter un procès. Malgré ces revers militaires et juridiques, López commença la préparation d'une autre expédition, qui rencontra des problèmes similaires, mais avec des conséquences plus désastreuses.
En août 1851, López, suivi par plusieurs centaines d'hommes, repartit à Cuba. À son arrivée, il emmena la moitié des hommes vers l'intérieur, tandis que l'autre moitié, commandée par le colonel William Crittenden, resta sur la côte nord pour protéger les approvisionnements. Comme dans sa première tentative, le soutien local sur lequel López avait compté fut absent. Écrasé par le nombre et encerclé par les forces espagnoles, Lopez et beaucoup d'hommes furent capturés. Les forces de Crittenden partagèrent le même sort. Les Espagnols exécutèrent la plupart des prisonniers et envoyèrent les autres à travailler dans des mines. Parmi les hommes exécutés, figuraient de nombreux Américains, dont le colonel Crittenden, et Lopez lui-même.

## Suites
L'exécution de López et de ses soldats provoqua un scandale, tant au Nord qu'au Sud des États-Unis. Beaucoup de ceux qui n'avaient pas soutenu l'expédition trouvèrent brutal le traitement des prisonniers par les militaires espagnols. La plus forte réaction se produisit à La Nouvelle-Orléans, où une foule attaqua le consulat espagnol. Malgré son échec, l'expédition armée de López en inspira d'autres dans les pays d'Amérique latine pendant les années 1850, notamment les invasions William Walker de l'Amérique centrale en 1855-1860. S'il avait réussi, López aurait profondément modifié la vie politique dans les Amériques, donnant un ancrage solide aux États-Unis dans les Caraïbes et stimulant leur expansion. Au lieu de cela, l'échec de López et de ses hommes dissuadèrent les autres Américains, en particulier dans le Sud, d'adopter des stratégies expansionnistes. Incapables  de déplacer l'esclavage vers le sud, de nombreux Sudistes se détournèrent de l'expansion et parlèrent plutôt de sécession.
Le drapeau actuel de Cuba est repris de la bannière utilisée par l'expédition de López de 1850.

## Source
- (en) Cet article est partiellement ou en totalité issu de l’article de Wikipédia en anglais intitulé « Narciso López » (voir la liste des auteurs).